# Hosanna

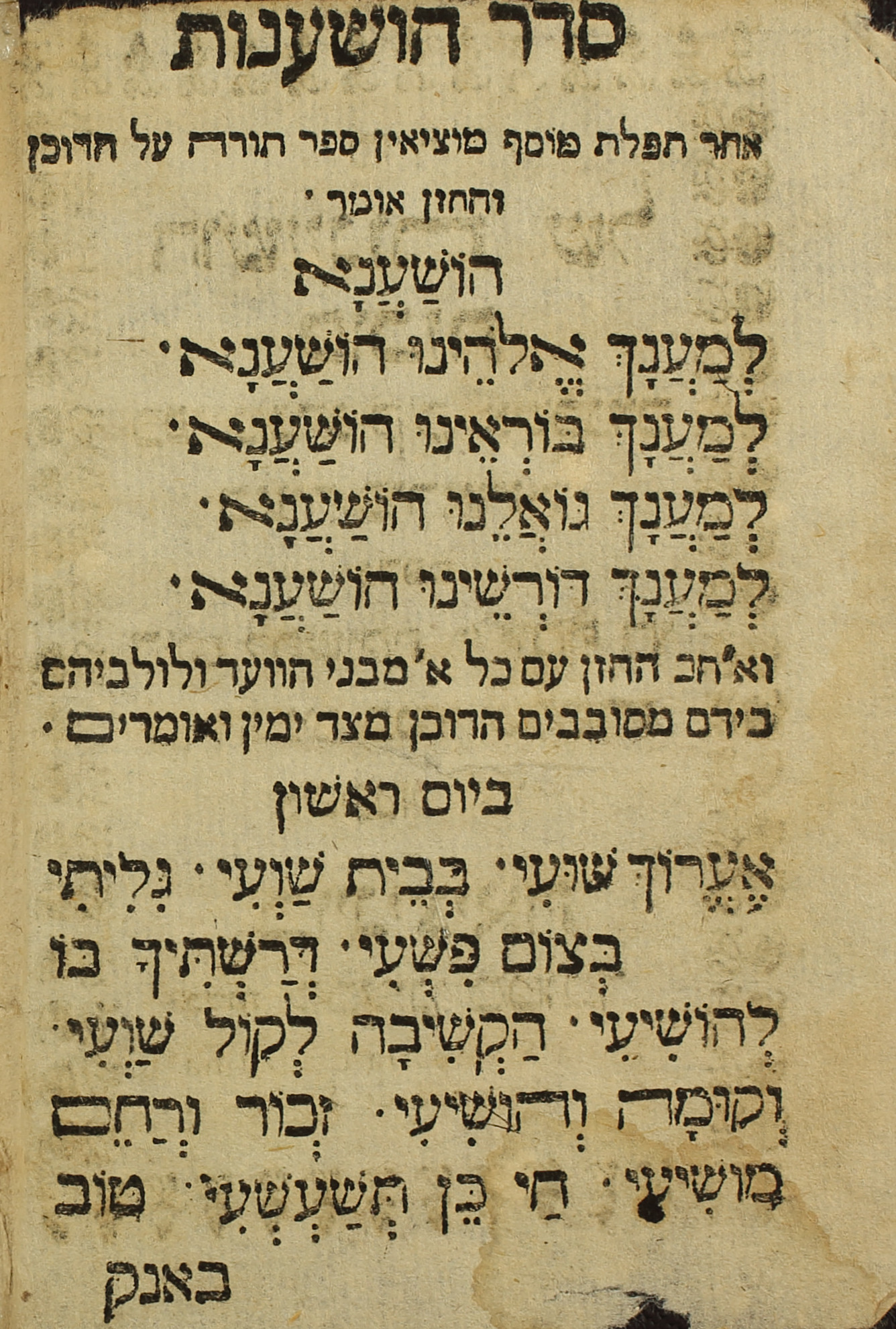
Hosanny na święto Sukkot

Hosanna (hebr. Hoszana (הושענא)) – liturgiczne słowo występujące w judaizmie i chrześcijaństwie. Zawołanie zaczerpnięte ze Starego Testamentu, wyrażające radość, uwielbienie, prośbę o pomoc.
W liturgii judaistycznej słowo to używane jest specyficznie do Posługi Hoszana, cyklu modlitw, z których te wybrane są odśpiewane każdego ranka w czasie święta Sukkot. Kompletny cykl jest śpiewany (lub recytowany) siódmego dnia święta nazywanego Hoszana Raba (הושענא רבא, „Wielka Hosanna”).
Słowo to było okrzykiem powitalnym ludu, który wyszedł na spotkanie Jezusowi podczas wjazdu do Jerozolimy. Wierni, kładąc na drodze płaszcze i gałązki palmowe, wołali: Hosanna! Błogosławiony Ten, który przychodzi w imię Pańskie. Błogosławione królestwo ojca naszego Dawida, które przychodzi. Hosanna na wysokościach!
Wydarzenie to miało być spełnieniem słów ze Starego Testamentu: Raduj się wielce, Córo Syjonu, wołaj radośnie, Córo Jeruzalem! Oto Król twój idzie do ciebie, sprawiedliwy i zwycięski. Pokorny – jedzie na osiołku, na oślątku, źrebięciu oślicy (Za 9,9).